# Rejsen til Kina
Rejsen til Kina er en amerikansk stumfilm fra 1921 af Buster Keaton og Edward F. Cline.

## Medvirkende
- Buster Keaton
- Virginia Fox
- Joe Roberts
- Bull Montana